# Comuna Zlatarița, Veliko Tărnovo
Zlatarița (în bulgară Златарица) este o comună în regiunea Veliko Tărnovo, Bulgaria, formată din orașul Zlatarița și 14 sate. 

## Localități componente

### Orașe
- Zlatarița

### Sate
| - Ceșma - Dedina - Dolno Șivacevo - Dălghi Pripek - Gorna Hadjiiska | - Gorsko Novo Selo - Kalaidjii - Ravnovo - Razsoha | - Rezaci - Rodina - Rosno - Slivovița - Sredno Selo |

## Demografie
Componența etnică a comunei Zlatarița
     Turci (15,03%)
     Romi (2,48%)
     Nicio identificare (14,85%)
     Bulgari (66,24%)
     Altele (1,37%)
La recensământul din 2011, populația comunei Zlatarița era de 3.991 locuitori. Din punct de vedere etnic, majoritatea locuitorilor (66,24%) erau bulgari, existând și minorități de turci (15,03%) și romi (2,48%). Pentru 14,85% din locuitori nu este cunoscută apartenența etnică.